# Поповка (платформа)
Попо́вка — железнодорожная платформа на московском направлении Санкт-Петербургского отделения Октябрьской железной дороги. Располагается в посёлке Красный Бор Тосненского района Ленинградской области.

## История
Станция получила своё название в 1874 году, так как земли, на которых она находилась, в XVIII веке принадлежала представителям духовного сословия. Путеводитель 1914 года указывает, что Поповка находится в дачной местности, а в ближайших населенных пунктах: Самопомощь, Подобедовка, Степановка и других проживают служащие из столицы, так как квартиры здесь дешевле, а благодаря железной дороге добраться до Петербурга не представляет труда. Посёлки были связаны со станцией конной железной дорогой.

## Описание
Имеет три высокие боковые платформы, по одной у каждого из главных путей. Здание вокзала с залом ожидания и билетными кассами расположено между вторым и третьим путями.
На платформе останавливаются все проходящие через неё пригородные электропоезда, включая скорый электропоезд Санкт-Петербург — Тосно. Большинство поездов из Санкт-Петербурга прибывают к первой платформе, некоторые — к третьей. Электропоезда на Санкт-Петербург прибывают ко второй платформе.

## Фотографии

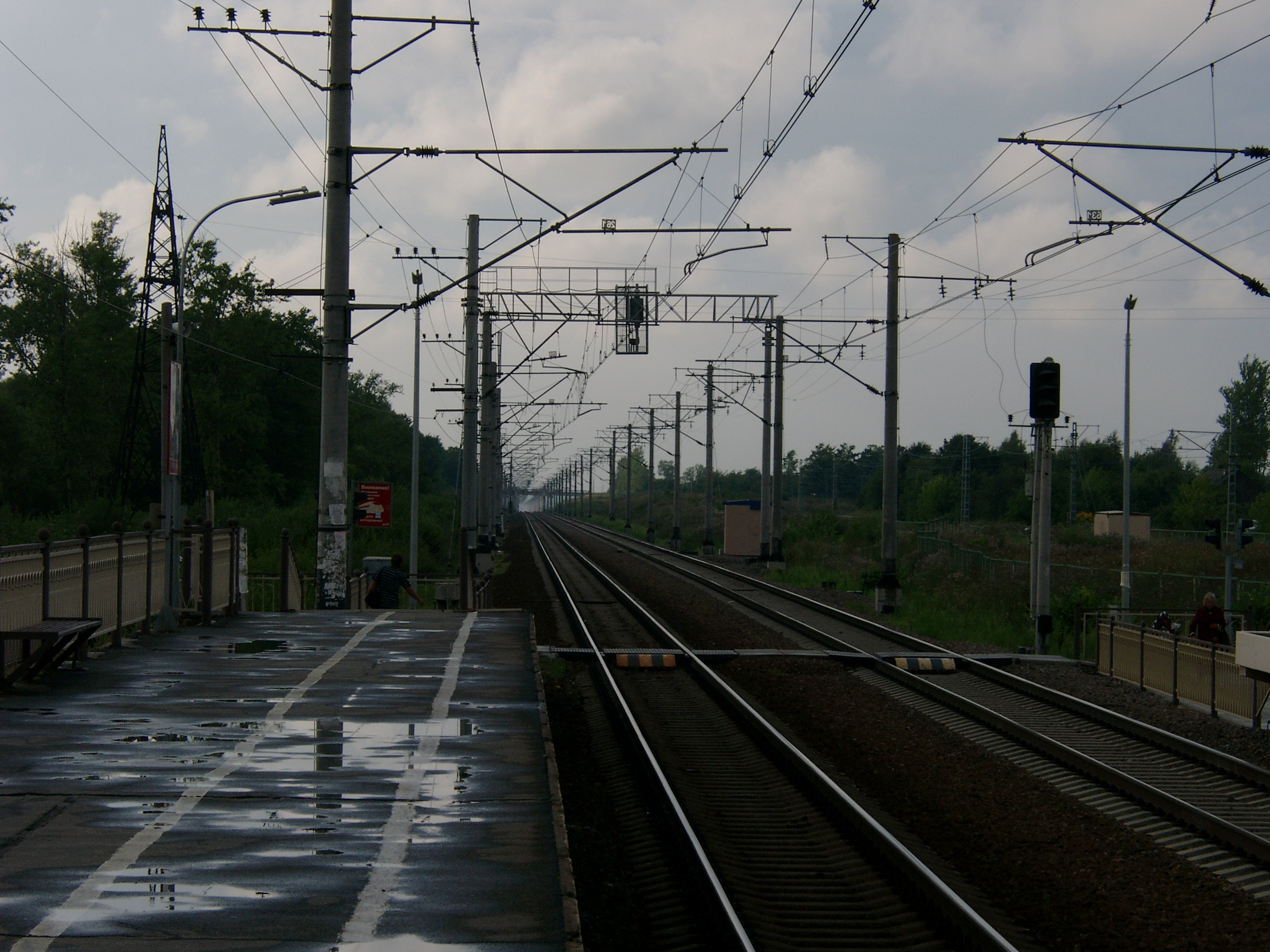
Вид на северо-запад, в сторону станции Колпино
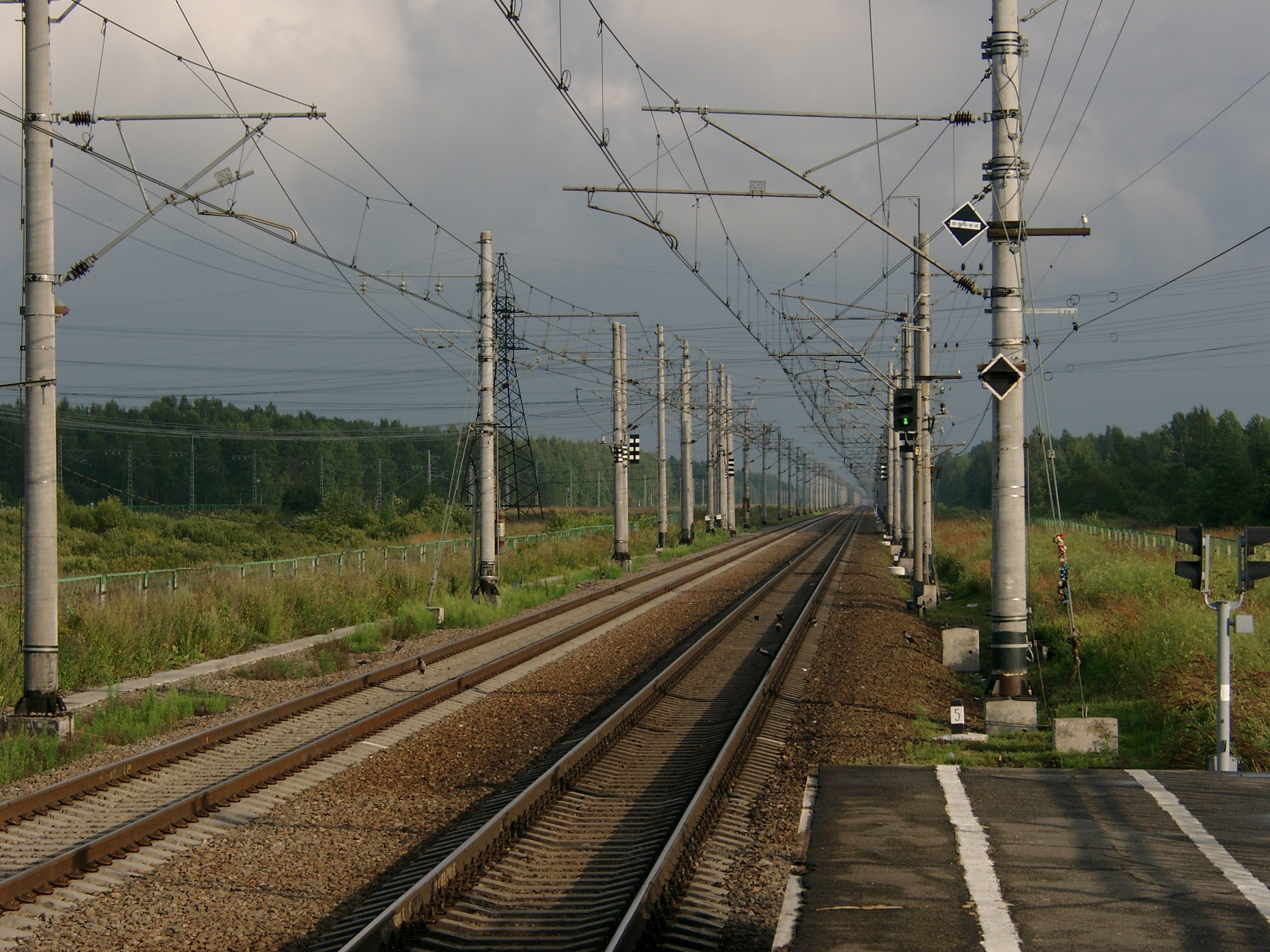
Вид на юго-восток, в сторону станции Саблино
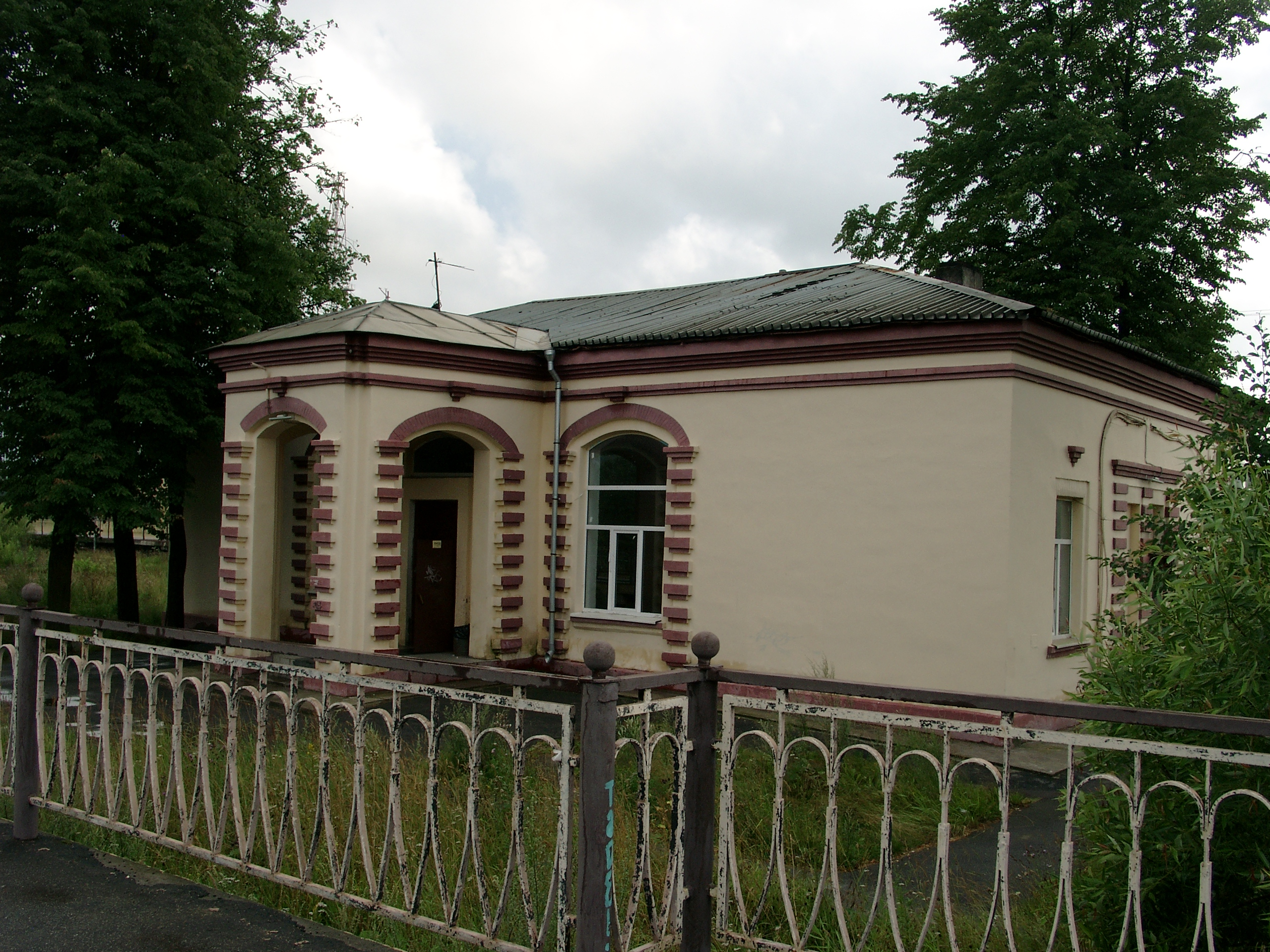
Здание вокзала. Вид со второй платформы
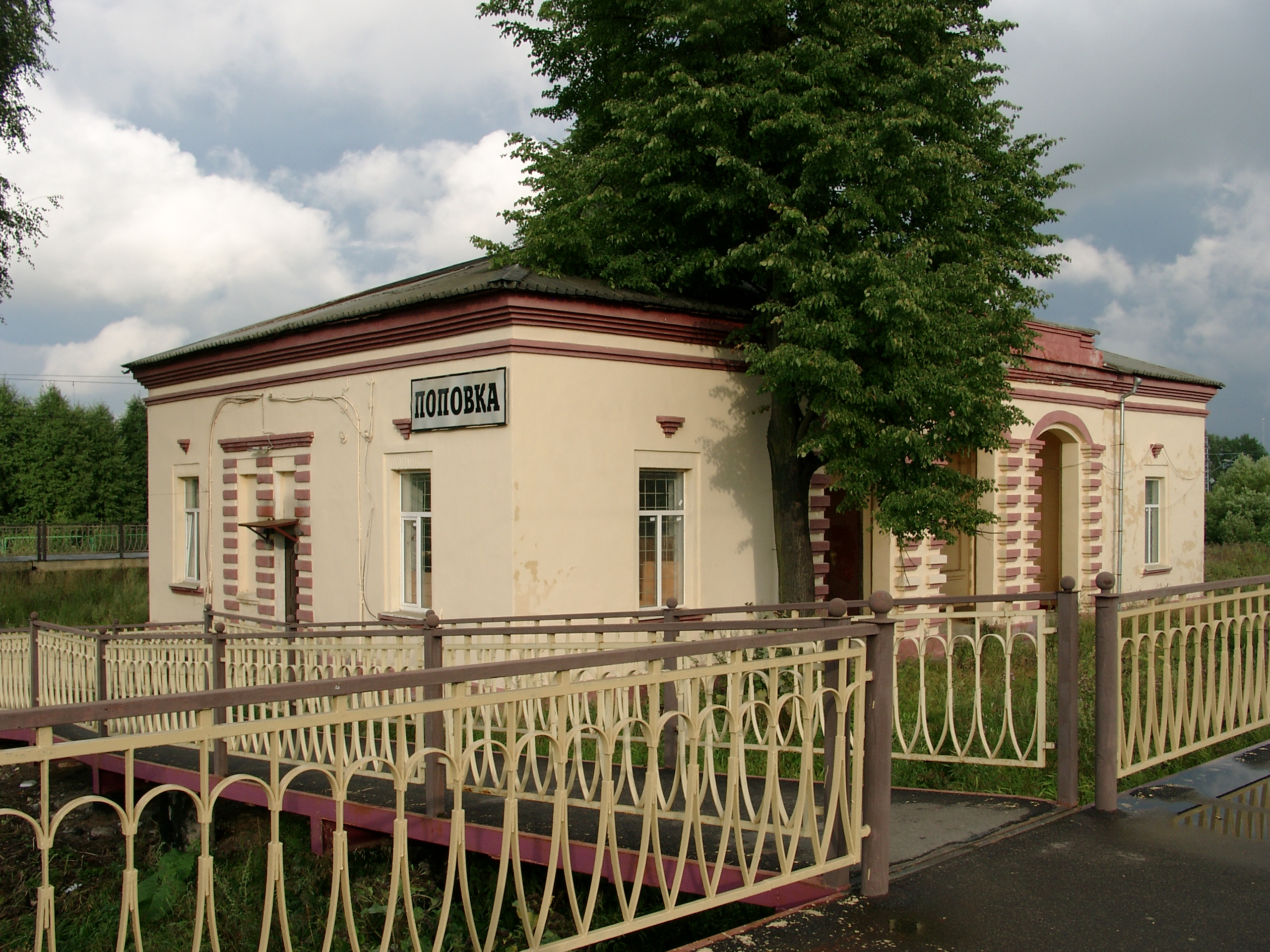
Здание вокзала. Вид с третьей платформы
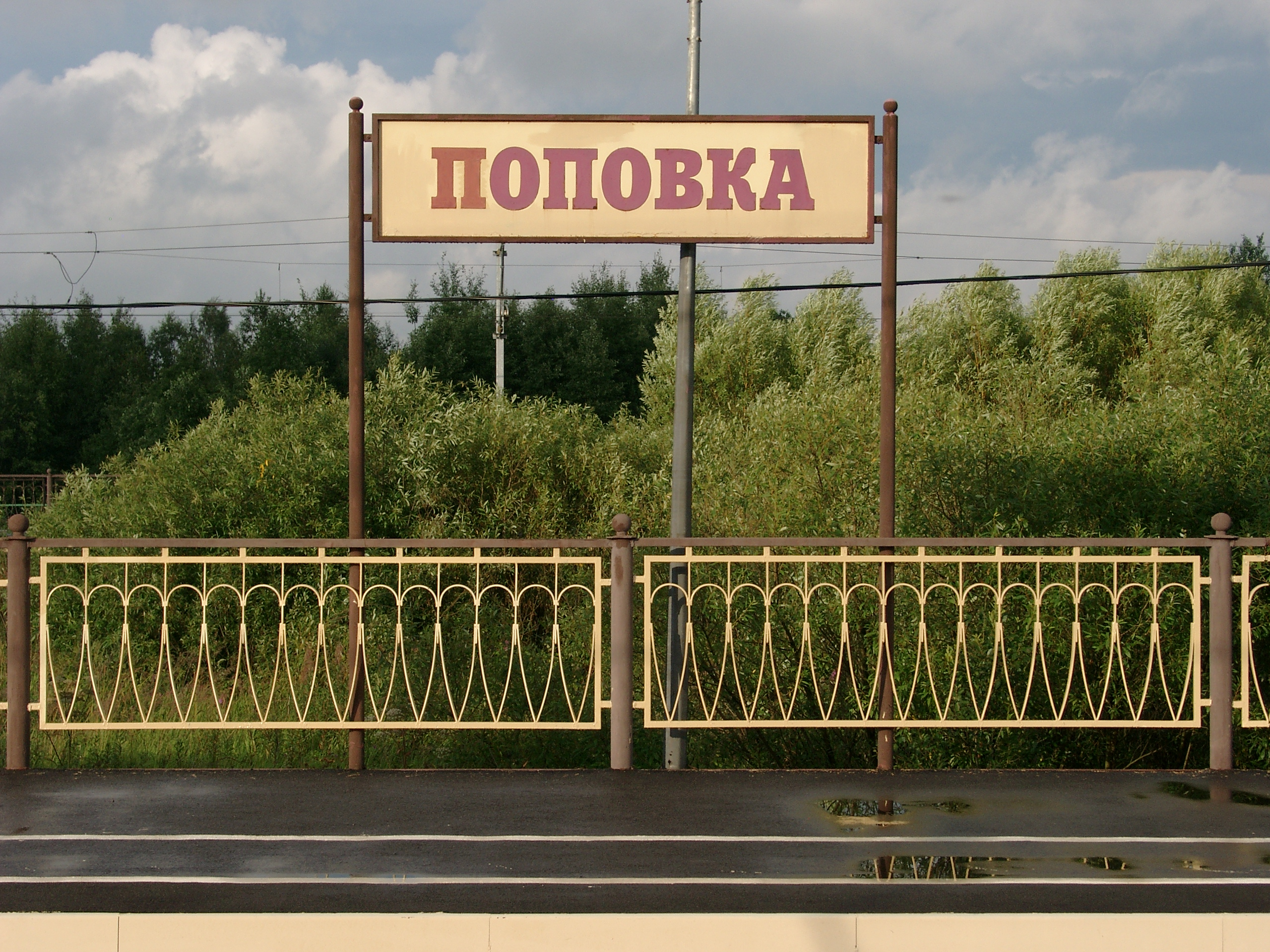
Старый указатель с названием платформы
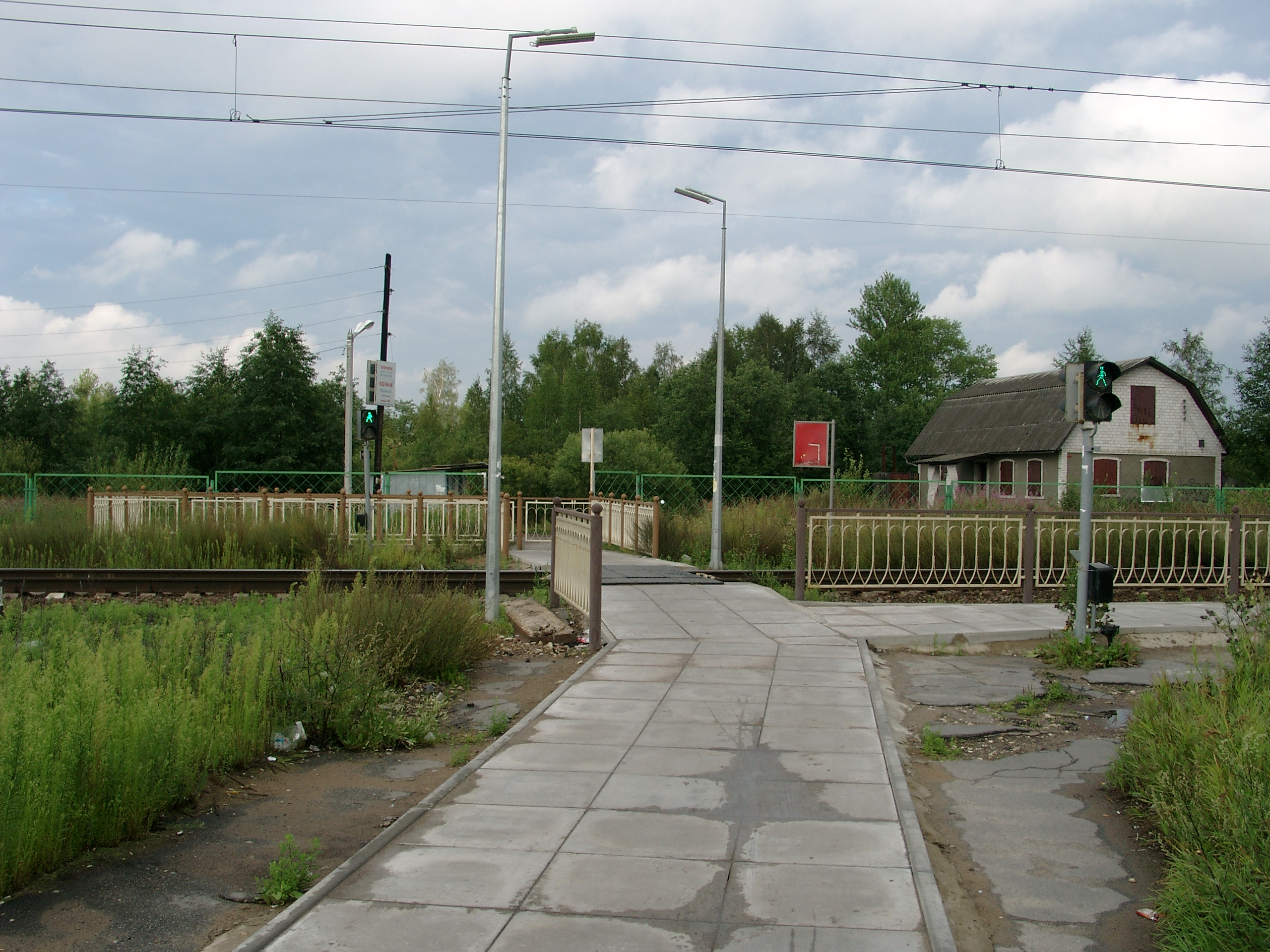
Пешеходный переход через второй главный путь

## В поэзии
В одной из строф стихотворения Самуила Маршака «Вот какой рассеянный» Человек Рассеянный спрашивал прохожих, сидя в отцепленном от поезда вагоне:
— Это что за остановка:

Бологое иль Поповка?

А с платформы говорят:

— Это город Ленинград.

## Расписание электропоездов
- Расписание электропоездов на сайте СЗППК
- Расписание пригородных поездов. Яндекс.Расписания.
- Расписание пригородных поездов на tutu.ru